# Herissem
Herissem was een Zuid-Nederlandse adellijke familie.

## Geschiedenis
In 1658 verleende keizer Leopold I de titel baron van het Heilige Roomse Rijk aan Philippe-Philibert de Herissem.
Baron Charles-Antoine de Herissem, laatste heer van Herissem, officier in Oostenrijkse dienst, was getrouwd met Marie-Maximilienne Bourgeois. De familie werd verder gezet door zijn drie zoons die hierna volgen, maar doofde niettemin uit in 1918.

## François-Bernard de Herissem
François-Bernard Ghislain de Herissem et du Saint-Empire romain (Nijvel, 3 oktober 1770 - Maffle, 25 juni 1837) trouwde in 1799 met Marie-Jeanne le Roy (Bergen, 30 maart 1778 - 7 mei 1874), dochter van de heer van Beauvolers.
Eerst luitenant in het regiment Clerfayt, werd hij kolonel van de Garde Bourgeoise in Bergen. Hij werd ook lid van de Provinciale Staten van Henegouwen.
In maart 1816 werd hij erkend in de erfelijke adel met de titel van baron van Herissem en van het voormalige Heilige Roomse Rijk, overdraagbaar op alle afstammelingen, en benoeming in de Ridderschap van Henegouwen. In 1827 kreeg hij voor hem en zijn afstammelingen bevestiging dat de titel luidde vrij baron (Freiherr) van Herissem en van het Heilige Roomse Rijk. Het 'voormalige' bleef achterwege. Hij had drie zoons:
- Camille de Herissem (Bergen, 1800 - Elsene, 1857), die trouwde met gravin Henriette de Glymes (1802-1838). Ze hadden twee dochters.
- Charles de Herissem (Bergen, 1805 - Brussel, 1865), die trouwde met gravin Hortense de Glymes de Hollebecque (1806-1858).
  - François de Herissem (Assevent, 1834 - Spa, 1890), die trouwde met Aline le Clément de Taintegnies (1851-1906).
    - Charles de Herissem (Saint-Pierre-de-Vouvray, 1873 - gesneuveld 27 mei 1918) was luitenant bij de Franse mitrailleurs.
- Alfred de Herissem (Bergen, 1807 - Maffle, 1886), was ambassaderaad en schepen van Bergen.

## Charles-Antoine de Herissem
Charles-Antoine Henri Ghislain, baron de Herissem en van het Heilig Roomse Rijk (Nijvel, 24 november 1758 - Brussel, 30 november 1845), trouwde in 1821 met barones Anne-Charlotte d'Alegambe (Würzburg, 1795 - Parijs, 1869). Het huwelijk bleef kinderloos.  
Hij was in de Oostenrijkse Nederlanden officier in het regiment de Murray en in de Franse Tijd cohortechef bij de Nationale Wacht in Brussel. 
In 1822 werd hij erkend in de erfelijke adel met de titel baron van Herissem en van het voormalige Heilige Roomse Rijk, overdraagbaar op alle afstammelingen.

## Hubert-Antoine de Herissem
Hubert-Antoine Ghislain de Herissem (Nijvel, 14 oktober 1772 - Pont-à-Celles, 11 maart 1855) was in Oostenrijkse dienst als officier in het regiment van Beaulieu. Hij bleef vrijgezel.
In 1822 werd hij erkend in de erfelijke adel met de titel baron van Herissem en van het voormalige Heilige Roomse Rijk, overdraagbaar op alle afstammelingen.
De adellijke familie de Herissem doofde uit in 1918 met de voor het vaderland gesneuvelde de Herissem. De laatste naamdraagster overleed in 1945.